# Seixo de Gatões
Seixo de Gatões es una freguesia portuguesa del concelho de Montemor-o-Velho, con 10,9Km2 km² de superficie y 1.429 habitantes (2001). Su densidad de población es de 131,1 hab/km².